# تسلیم نمی‌شوم
«من تسلیم نمی‌شم» (به انگلیسی: I Won't Give Up) تک‌آهنگی از جیسون مراز است که در سال ۲۰۱۲ میلادی منتشر شد.
این تک‌آهنگ در چارت‌های ، ایرلند، جزو ده ترانه اول قرار گرفت.